# Jenő
Jenő é um município da Hungria, situado no condado de Fejér. Tem 5,56 km² de área e sua população em 2015 foi estimada em 1.293 habitantes.